# 拜倫港 (伊利諾伊州)
拜倫港（英語：Port Byron）是位於美國伊利諾伊州羅克艾蘭縣的一個村落。

## 地理
拜倫港的座標為41°37′05″N 90°19′58″W / 41.61806°N 90.33278°W，而該地最高點為海拔高度211米（即692英尺）。

## 人口
根據2010年美國人口普查的數據，拜倫港的面積為6.42平方千米，當中陸地面積為6.42平方千米，而水域面積為0.00平方千米。當地共有人口1647人，而人口密度為每平方千米256人。